# Asic
Asic byl voják bojující na straně Oty I. Velikého, který padl v česko-saské válce proti Boleslavovi I.

## Život
Jeho původ není znám. Byl to vysoce postavený šlechtic z východofranské říše, jelikož byl v roce 936 ve funkci velitele. Karl Schmid se domnívá, že pocházel z rodu Gera.

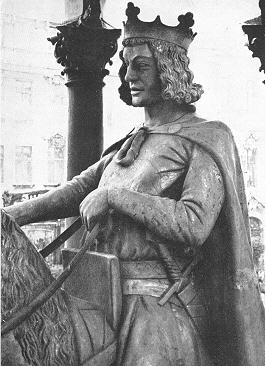
Socha Oty I. na koni v Magdeburgu.

V roce 936 povstal proti Otovi I. Boleslav I. Obával se totiž sousedního knížete, který měl být Otovým spojencem. Widukind tvrdí, že Boleslav mu ihned po nástupu Oty I. vypověděl válku. Marie Bláhová se domnívá, že sousední kníže byl Boleslavovi formálně podřízen, kontakty se Saskem mu však měly zajistit nezávislost na Boleslavovi. Vratislav Vaníček se domníval, že kníže byl Václavovým spojencem a přijímal Boleslavovy nepřátele. Ota reagoval okamžitě a proti Boleslavovi poslal dva proudy bojovníků. Prvnímu proudu z Merseburku a Hassegau velel Asic, ve druhém proudu byli vojáci z Durynska. Šlo především o zločince, kteří byli místo trestů odesláni do Merseburku k vojenské službě. Dušan Třeštík zastává názor, že by se vojsko bývalo setkalo někde u Míšně. Boleslav se však o vojsku dozvěděl a i on svoji družinu rozdělil. Widukind tvrdí, že část vojska byla poslaná proti Durynkům, které bez boje zahnala. Dušan Třeštík informaci o durynském útěku zpochybňuje, neboť kronikář Widukind neměl Durynky v lásce. Durynci měli prý být poraženi. Druhá část vojska byla merseburským vojskem poražena. Václav Novotný má za to, že byl Boleslav v druhé části vojska. Obě části českého vojska se však znovu spojily a plenící merseburské vojsko tentokrát porazily, zabili při tom i Asica. Až poté se Boleslav vydal k hradišti sousedního knížete, které srovnal se zemí. Tímto vítězstvím také začala saská válka, která trvala až do roku 950.